# Kacikarivka, Novotroiițke
Kacikarivka (în ucraineană Качкарівка) este un sat în comuna Podove din raionul Novotroiițke, regiunea Herson, Ucraina.

## Demografie
Componența lingvistică a localității Kacikarivka
     Ucraineană (91,43%)
     Rusă (7,62%)
     Alte limbi (0,95%)
Conform recensământului din 2001, majoritatea populației localității Kacikarivka era vorbitoare de ucraineană (91,43%), existând în minoritate și vorbitori de rusă (7,62%).